# ریچارد ایری
ریچارد ایری (انگلیسی: Richard Airey, 1st Baron Airey؛ 1803 – 14 september ۱۸۸۱ (۷۷−۷۸ سال)) فرد نظامی اهل پادشاهی متحد بریتانیای کبیر و ایرلند بود. وی همچنین برندهٔ جوایزی همچون نشان گرمابه شده‌است.